# Alex Ponti
Alex Ponti född 1 september 1953 i Rom, död 19 december 2022 i Rom, var en italiensk filmproducent. Han var son till producenten Carlo Ponti och bror till regissören Edoardo Ponti och dirigenten Carlo Ponti Jr.

## Producent
- 1991 - Oscar
- 1990 - Sabato, domenica e lunedì (TV)
- 1988 - The Fortunate Pilgrim (TV-serie)
- 1980 - Sophia Loren: Her Own Story (TV)
- 1979 - Killer Fish